# アシュティヤーン語
アシュティヤーン語（アシュティヤーンご）はインド・ヨーロッパ語族インド・イラン語派のイラン語群西イラン語群北西イラン語群に属す言語である。
マルキャズィー州のアシュティヤーンとタフレシュで話されている。周辺のイラン系言語とタリシュ語との中間にあり、バフス語に近い言語である。この言語の話者はペルシャ語の話者でもあり、イスラム教徒である。